# Punaibis
Punaibis (Plegadis ridgwayi) är en fågel i familjen ibisar inom ordningen pelikanfåglar.

## Utseende och läte
Punaibisen är en rätt satt helmörk ibis med långa ben, en lång nedåtböjd näbb och bar röd hud i ansiktet. Adult i häckningsdräkt har mörkt kastanjebrunt på huvud och hals medan den utanför häckningstid liksom ungfågeln har istället vitaktiga streck. I flykten sticker fötterna bara något utanför stjärtspetsen. Den är lik vitmaskad ibis, men saknar vitt i ansiktet och har mörkare ben, ögon och fjäderdräkt generellt. Vitmaskad ibis är också slankare och mer långbent.

## Utbredning och systematik
Fågeln förekommer i höglänta områden i Anderna från centrala Peru till Bolivia, nordvästra Argentina och norra Chile. Den häckar också lokalt utmed kusten i Peru. Den behandlas som monotypisk, det vill säga att den inte delas in i några underarter.

## Levnadssätt
Punaibisen hittas i puna på mellan 3 500 och 4 800 meters höjd, lokalt ner till 2 200 meter. Den har även konstaterats häcka på havsnivå i Peru. Den påträffats i sumpiga områden, blöta betesmarker, lerslätter, dammar och vattendrag, ibland även i gräsmarker långt från vatten. Boet består av en plattform av vegetation som placeras i högt gräs i en våtmark.

## Status och hot
Arten har ett stort utbredningsområde, men tros minska i antal på grund av habitatförstörelse, dock inte tillräckligt kraftigt för att den ska betraktas som hotad. IUCN kategoriserar därför arten som livskraftig (LC). Världspopulationen uppskattas till mellan 10 000 och 15 000 individer.

## Namn
Fågelns vetenskapliga artnamn hedrar amerikanske ornitologen Robert Ridgway (1850–1929). Puna är en naturtyp med bergsslätter och ödemarker i de centrala delarna av Anderna i Sydamerika.